# Anzia endoflavida
Anzia endoflavida är en lavart som beskrevs av Yoshim. Anzia endoflavida ingår i släktet Anzia och familjen Parmeliaceae.   Inga underarter finns listade i Catalogue of Life.